# مارینا راجیچیچ
مارینا راجیچیچ (انگلیسی: Marina Rajčić؛ زادهٔ ۲۴ اوت ۱۹۹۳) بازیکن هندبال اهل مونته‌نگرو است.